# デュルンシュタイン・イン・デア・シュタイアーマルク
デュルンシュタイン・イン・デア・シュタイアーマルク（ドイツ語: Dürnstein in der Steiermark）は、オーストリアのシュタイアーマルク州ムーラウ郡にかつて存在した基礎自治体（ゲマインデ）。
2015年に行われた州のゲマインデ再編により、ノイマルクト・イン・デア・シュタイアーマルクの一部となった。

## 地理
ムーラウの南東約20キロメートル、フリーザッハの北約5キロメートルに位置する。